# Сухопутные войска Руанды
Сухопу́тные войска́ (СВ) — вид вооружённых сил Руанды (сухопутные войска), предназначенный для ведения военных (боевых) действий преимущественно на суше в целях обеспечения обороны и безопасности Руанды.

## История
Формирование сухопутных войск Руанды прошло через несколько ключевых этапов, каждый из которых был связан с важными политическими и социальными изменениями в стране. 

### Начало формирования
Армия национальной защиты Руанды начала формироваться в начале 1960-х годов, когда Руанда получила независимость от Бельгии. Первоначально армия была создана для обеспечения внутренней безопасности и поддержания режима власти. В этот период армия состояла в основном из представителей этнической группы хуту, что создало этническое неравенство.

### Гражданская война (1990—1994)[1]
С началом гражданской войны между правительством, поддерживаемым хуту, и Руандийским патриотическим фронтом, состоящим в основном из тутси, роль армии резко изменилась. Армия стала активно участвовать в боевых действиях, а также в репрессиях против тутси. Этот конфликт был важным фактором, приведшим к геноциду в 1994 году.

### Геноцид
В апреле 1994 года начался геноцид, в ходе которого была почти полностью уничтожена этническая группа тутси. Силы армии принимали участие в массовых убийствах. Это было одним из самых трагических событий в истории Руанды и является болезненным пятном на репутации вооруженных сил страны.

### Современное состояние
Современные сухопутные войска Руанды проявляют высокую степень дисциплины и организованности, а также активно участвуют в борьбе против терроризма и других угроз в регионе. Армия стала важным компонентом национальной безопасности и играет роль в стабилизации Восточной Африки.

## Боевой и численный состав
С июля 1994 г. по декабрь 1997 г. в составе сухопутных войск Руанды было шесть бригад, обозначенных в Арушских соглашениях: 402-я в префектурах Кигали и Кигали-Рюраль; 201-я в префектурах Кибунго, Уматура и Бьюмба; 301-я в префектурах Бутаре, Гиконгоро и Сиангугу; 305-я в префектурах Гитатама и Кибуе; и 211-я в префектурах Гисеньи и Рухенгери. Границы бригад совпадали с политическими административными границами, что часто усложняло военные операции.
В июле 2009 года Jane’s World Armies сообщила, что Силы обороны Руанды развёрнуты для защиты границ страны и отражения внешней агрессии. Они состоят из 5 дивизий, в каждой из которых по три бригады:
- 1-я дивизия, расположенная в Кигали, охватывает центральный и восточный регионы;
- 2-я дивизия, расположенная в Бьюмбе, охватывает северную и восточную части региона;
- 3-я дивизия, расположенная в Гисеньи, охватывает северо-западный регион;
- 4-я (механизированная) дивизия, расположенная в Бутаре, охватывает юго-западный регион;
- Артиллерийская дивизия.

## Вооружение и военная техника

### Пехотное снаряжение[3][4]
| Название           | Страна производитель | Количество | Тип                                        | Изображение |
| ------------------ | -------------------- | ---------- | ------------------------------------------ | ----------- |
| FAL                | Бельгия              |            | Автоматическая винтовка                    |             |
| АК-47              | СССР                 |            | Автоматическая винтовка                    |             |
| Beretta 92         | Италия               |            | Самозарядный пистолет                      |             |
| Винтовка Драгунова | СССР                 |            | Снайперская винтовка марксманская винтовка |             |
| ПК                 | СССР                 |            | Единый пулемёт                             |             |
| MAG                | Бельгия              |            | Единый пулемёт                             |             |
| M2                 | США                  |            | Крупнокалиберный пулемёт                   |             |
| РПГ-7              | СССР                 |            | Ручной противотанковый гранатомёт          |             |

### Техника
| Название     | Страна производитель | Количество | Тип        |
| ------------ | -------------------- | ---------- | ---------- |
| Т-55         | СССР                 | 34         | Танк       |
| БМП-1        | СССР                 |            | БМП        |
| Ратель       | ЮАР                  | 35         | БМП        |
| RG-31        | ЮАР                  | 36         | БМП        |
| БТР-60       | СССР                 |            | БТР        |
| Panhard M3   | Франция              | 16         | БТР        |
| Тип 92       | Китай                | 20         | БТР        |
| Кобра        | Турция               | 49         | БА         |
| Панар        | Франция              | 12         | БА         |
| VBL          | Франция              | 16         | БА         |
| RM-70        | Чехословакия         | 5          | РСЗО       |
| LAR-160      | Израиль              | 5          | РСЗО       |
| Гаубица Д-30 | СССР                 | 6          | Артиллерия |
| Гаубица M101 | США                  |            | Артиллерия |

## Знаки различия

### Офицерские
| [ 5 ]   |         |                   |                   |               |               |                   |                   |           |           |              |              |       |       |         |         |           |           |           |                   |                   |                   |
| Генерал | Генерал | Генерал-лейтенант | Генерал-лейтенант | Генерал-майор | Генерал-майор | Бригадный генерал | Бригадный генерал | Полковник | Полковник | Подполковник | Подполковник | Майор | Майор | Капитан | Капитан | Лейтенант | Лейтенант | Лейтенант | Младший лейтенант | Младший лейтенант | Младший лейтенант |

### Остальные звания
| [ 5 ] |                 |                 |                 |                 |                 |                 |                  |                  |               |               |              |              |              |              |              |              |         |         |         |         |         |         |        |        |         |         |  |  |  |  |  |  |  |  | Нет знака отличия | Нет знака отличия |
| [ 5 ] | Уорент-офицер I | Уорент-офицер I | Уорент-офицер I | Уорент-офицер I | Уорент-офицер I | Уорент-офицер I | Уорент-офицер II | Уорент-офицер II | Сержант-майор | Сержант-майор | Штаб-сержант | Штаб-сержант | Штаб-сержант | Штаб-сержант | Штаб-сержант | Штаб-сержант | Сержант | Сержант | Сержант | Сержант | Сержант | Сержант | Капрал | Капрал | Рядовой | Рядовой |  |  |  |  |  |  |  |  |                   |                   |